# Dënver
Dënver es un dúo musical de indie pop chileno oriundo de San Felipe, compuesto por Milton Mahan y Mariana Montenegro.

## Historia
Milton Mahan y Mariana Montenegro tenían proyectos musicales por separado, pero iniciaron su carrera como dúo el año 2004, mientras ambos eran pareja.Mariana es cantante, tecladista y arreglista del dúo; Milton es cantante, guitarrista, principal compositor y productor del repertorio de la banda.
En 2006 editan su primer EP titulado Solenöide, que empieza a sonar en San Felipe antes que decidieran mudarse a Santiago. Los primeros temas que vieron la luz fueron "Andén 6", "Miedo a toparme contigo" y "Paraíso de menta", como parte de recopilaciones del sello discográfico Neurotyka. Bajo este mismo sello, en 2008 editan su primer álbum de estudio, Totoral, el que contó con la producción de Pondie (Niñoboy). Para promocionar el disco se grabaron dos videos musicales para los temas “Estilo de vida” y “Los menos”. Este último obtuvo una mención honrosa en el Festival del Videoclip Chileno.
El año 2010 editan su segundo álbum de estudio, titulado Música, gramática, gimnasia, producido por Cristián Heyne y lanzado bajo el sello Cazador. Con este disco el grupo consigue traspasar fronteras y obtener atención internacional, siendo invitados a tocar en varios países de Latinoamérica y en España.
Durante 2013 lanzan Fuera de campo, tercer álbum de estudio de la banda y el primero en ser producido íntegramente por Milton. Aunque presentado oficialmente el día 27 de julio en el Teatro Cariola, el disco ya estaba disponible en iTunes unas semanas atrás. En este concierto el grupo expresó su decepción y molestia con Feria Music por su tardanza en producir la versión física del nuevo álbum, y anunciaron el fin de su vínculo con el sello discográfico para intentar gestionar su trabajo de forma independiente. Finalmente, el 29 de agosto presentaron la versión física de Fuera de Campo durante un concierto en un club de Santiago.
El 3 de septiembre de 2013, al día siguiente de lanzar Las fuerzas, segundo video musical de su tercer disco, y por medio de un comunicado en su sitio oficial de Facebook, el dúo anunció su separación. En otro comunicado posterior se aclaró que en realidad Dënver podría seguir existiendo, pero sin la participación de Mariana. La noticia causó impacto por haber ocurrido tan pronto después de lanzado el tercer disco, y en pleno ciclo de promociones y conciertos ya agendados, por lo que el grupo debió emitir un nuevo comunicado aclarando que Milton y Mariana seguirían juntos hasta cumplir sus compromisos.

Dënver ha decidido tomarse un receso, Mari y Milk seguirán por separados sus caminos. Milk como líder del proyecto seguirá en la "industria" musical pero con nuevos proyectos, así que nuestras últimas fechas en vivo serán Guadalajara y DF, ya veremos que depara el futuro, gracias a todos los que nos acompañaron en esta travesía.

Atentamente Dënver.

Poco después de confirmar su separación, el dúo aclara al semanario Mutis que siguen juntos como banda tras concretar los compromisos en México, algo que les hizo reconsiderar su decisión.

Milton Mahan: ”No somos pareja, pero es casi como serlo. Con una pareja, uno termina un montón de veces. Fue eso lo que nos pasó y viendo este disco que es como un hijo, pensamos ‘¿lo queremos mandar todo a la chucha y que el disco lo sufra?’. Y en un inicio, sí, quisimos mandar todo a la chucha. Fue un momento”

A fines de 2015 el dúo lanza el disco Sangre cita, compuesto de doce canciones entre las que se cuentan los sencillos Los vampiros y Mai lov. El álbum ha recibido buenas críticas por su reivindicación de la música de discoteca y sus letras explícitas sobre sexualidad.
Tal como en el disco anterior, la producción de Sangre Cita estuvo a cargo de la dupla de productores locales De Janeiros, de la cual Milton Mahan es parte.
En 2023 celebran los diez años de "Fuera de campo" con una reedición especial en formato vinilo y un remix de "Revista de gimnasia". Además ofrecen un único concierto el 18 de Noviembre, en  el Teatro Coliseo de Santiago.
Este último show fue el inicio de su regreso, todo el 2024 hicieron giras y siendo el último del año, el 29 de diciembre en Trotamundos de Quilpué.

## Proyectos paralelos
Previo a la formación de Dënver, Mariana integraba el grupo Montychicas, que creó junto a sus primas, hermanas y una amiga. Actualmente y de forma paralela a su labor con Mahan, oficia como DJ en fiestas. Por su parte, Milton también era parte de la banda Punk Dolls, y actualmente conduce el proyecto en solitario Nueva Orleans, con el que ocasionalmente realiza presentaciones en vivo.
Participaron en la primera película de Bernardo Quesney, 'Sed de mar' (2008), así como en el documental 'Turismo aventura' (2015). Quesney ha dirigido varios videoclips de la banda.

## Discografía

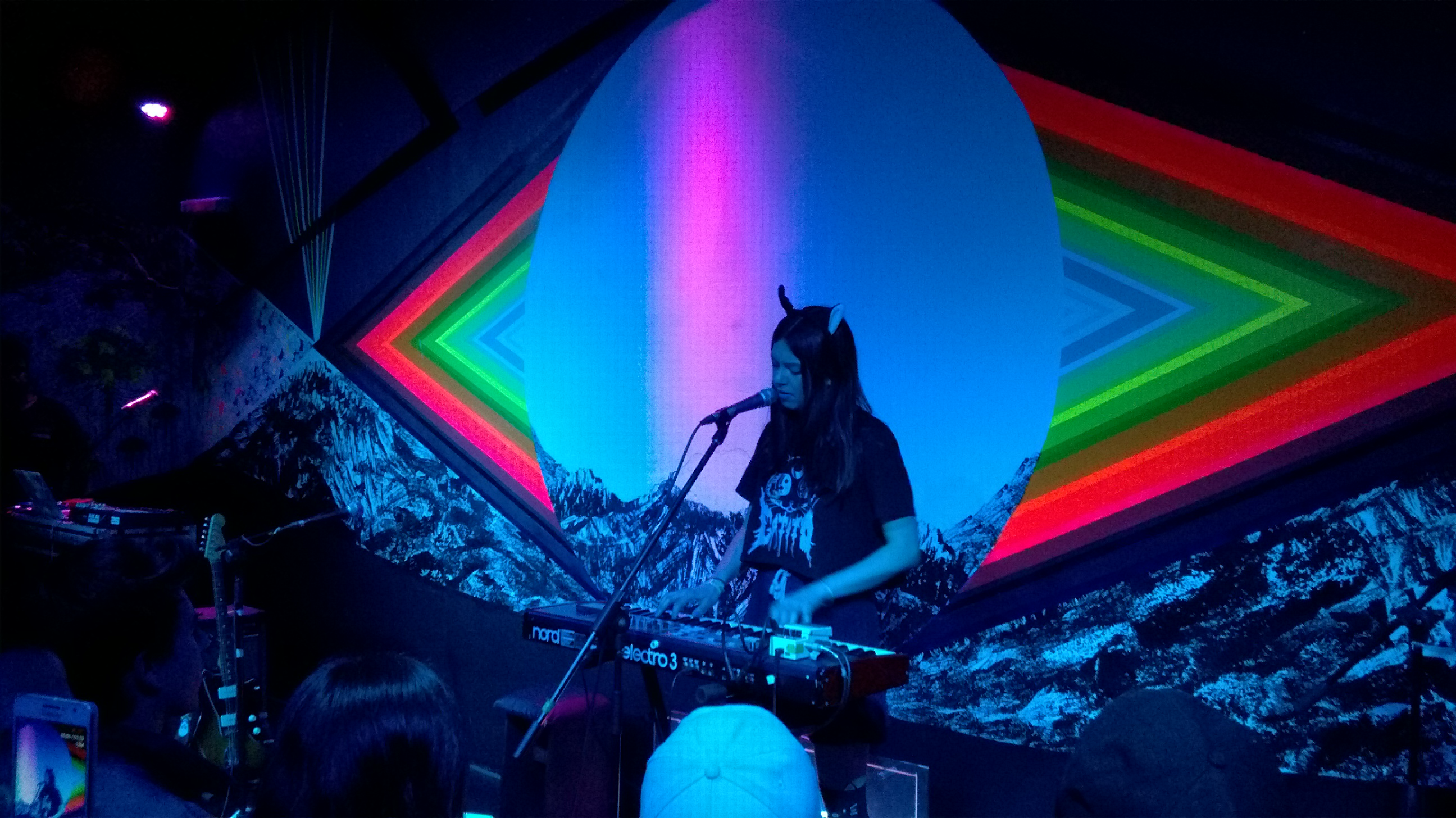
Mariana Montenegro, antes de una presentación de Dënver en 2016

### Álbumes
- Totoral (2008)
- Música, gramática, gimnasia (2010)
- Fuera de campo (2013)
- Sangre cita (2015)

### EP y remixes
- Solenöide (2006)
- Música, gramática, remixes (2011)
- Remixes de campo (2014)
- Banana Split (2016) (split en vinilo 7" con Playa Gótica)

### Covers
- El Columpio Asesino - "Toro" (2011)
- La Bien Querida - "9.6" (2011)
- Quiero Club - "El techo es el suelo" (2013)
- Mecano - "Hawaii Bombay Radio Horizonte" (2013)
- Juan Gabriel - "Pero qué necesidad" (2014)
- Los Planetas - "Nuevas sensaciones" (2014)
- Congregación - "Estrecha a tu hermano" (2014)
- Supernova - "Tú y yo" (2016)
- Violeta Parra - "Mazúrquica Modérnica" (2017)[n. 1][15][16]
- Christina y Los Subterráneos - "Mil pedazos" (2018)

### Bandas sonoras
- Historia de un oso - Cortometraje animado, ganador del Premio Oscar 2016

## Enlaces
- Wikimedia Commons alberga una categoría multimedia sobre Dënver.

- Datos: Q16491875
- Multimedia: Dënver / Q16491875